# Neighborhood 2 (Laïka)
Singles de Arcade Fire
Neighborhood #1 (Tunnels) Neighborhood #3 (Power Out)
Neighborhood #2 (Laïka) est le deuxième single du groupe de rock indépendant canadien Arcade Fire, paru sur Funeral, le premier album du groupe.
La pièce a atteint la 30e position du palmarès UK Singles Chart en 2005. Le single comprenait aussi le morceau My Buddy par Alvino Rey, le grand-père de Win et William Butler, membres d'Arcade Fire.